# Чернышёв, Павел Иванович
Павел Иванович Чернышёв (1911—1987) — лейтенант Советской Армии, участник Великой Отечественной войны, Герой Советского Союза (1945).

## Биография
Павел Чернышёв родился 11 ноября 1911 года в селе Петропавловка (ныне — Петропавловский район Воронежской области). После окончания неполной средней школы работал в колхозе. В 1938 году Чернышёв был призван на службу в Рабоче-крестьянскую Красную Армию. Участвовал в боях на озере Хасан и на реке Халхин-Гол. В 1939 году Чернышёв окончил курсы младших лейтенантов. С начала Великой Отечественной войны — на её фронтах.
К январю 1945 года гвардии лейтенант Павел Чернышёв командовал взводом 52-го гвардейского кавалерийского полка 14-й гвардейской кавалерийской дивизии 7-го гвардейского кавалерийского корпуса 1-го Белорусского фронта. Отличился во время освобождения Польши. 19 января 1945 года взвод Чернышёва захватил немецкие позиции, уничтожив несколько десятков солдат и офицеров противника.
Указом Президиума Верховного Совета СССР от 27 февраля 1945 года гвардии лейтенант Павел Чернышёв был удостоен высокого звания Героя Советского Союза с вручением ордена Ленина и медали «Золотая Звезда».
В 1946 году Чернышёв был уволен в запас. Проживал и работал в родном селе. Скончался 23 сентября 1987 года.
Был также награждён орденами Отечественной войны 1-й и 2-й степеней, орденом Красной Звезды и рядом медалей.